# Velatice
Velatice (in tedesco Welatitz) è un comune della Repubblica Ceca facente parte del distretto di Brno-venkov, in Moravia Meridionale.